# مارکو بالوتا
مارکو بالوتا (انگلیسی: Marco Ballotta؛ زادهٔ ۳ آوریل ۱۹۶۴) بازیکن سابق فوتبال اهل ایتالیا است.
از باشگاه‌هایی که در آن بازی کرده‌است می‌توان به مودنا، چزنا، پارما، برشا، لاتزیو و اینتر میلان اشاره کرد.

## رکوردها
- سری آ: مسن‌ترین بازیکنی که در سری آ بازی کرده است. (۴۴ سال و ۳۸ روز برای باشگاه لاتزیو)
- لیگ قهرمانان اروپا: مسن‌ترین بازیکنی که در لیگ قهرمانان اروپا بازی کرده است. (۴۳ سال و ۲۵۲ روز برای باشگاه لاتزیو)

## افتخارات
مودنا
- لیگا پرو: ۸۶–۱۹۸۵، ۹۰–۱۹۸۹

پارما
- جام حذفی ایتالیا: ۹۲–۱۹۹۱
- جام برندگان جام اروپا: ۹۳–۱۹۹۲
- سوپرجام اروپا: ۱۹۹۳

لاتزیو
- سری آ: ۲۰۰۰–۱۹۹۹
- جام حذفی ایتالیا: ۹۸–۱۹۹۷، ۲۰۰۰–۱۹۹۹
- سوپر جام ایتالیا: ۱۹۹۸
- جام برندگان جام اروپا: ۹۹–۱۹۹۸
- سوپرجام اروپا: ۱۹۹۹